# Ерол Кескін
Ерол Кескін (тур. Erol Keskin, 2 березня 1927, Стамбул — 1 жовтня 2016) — турецький футболіст, що грав на позиції нападника.
Виступав, зокрема, за клуб «Фенербахче», а також національну збірну Туреччини, у складі якої — учасник чемпіонату світу 1954 року.

## Клубна кар'єра
У дорослому футболі дебютував 1944 року виступами за команду клубу «Фенербахче», в якій провів сім сезонів, взявши участь у 104 матчах чемпіонату. 
Другим й останнім клубом у кар'єрі став «Адалет», що також грав на той час у найвищому турецькому дивізіоні, за команду якого виступав протягом 1951—1958 років.
Помер 1 жовтня 2016 року на 90-му році життя.

## Виступи за збірну
1948 року дебютував в офіційних матчах у складі національної збірної Туреччини. Протягом кар'єри у національній команді, яка тривала 7 років, провів у формі головної команди країни 16 матчів, забивши 2 голи.
У складі збірної був учасником  футбольного турніру на Олімпійських іграх 1948 року у Лондоні, а також чемпіонату світу 1954 року у Швейцарії, на якому взяв участь в усіх трьох матчах своєї команди і відзначився одним голом, зробивши внесок у розгромну перемогу над Південною Кореєю (7:0).